# Chapelle de la Madeleine de Pied-de-Borne
Pour les articles homonymes, voir Chapelle de la Madeleine.
La chapelle de la Madeleine est une chapelle située à Pied-de-Borne, en France.

## Localisation
La chapelle est située sur la commune de Pied-de-Borne, dans le département français de la Lozère.

## Historique
L'édifice est inscrit au titre des monuments historiques en 1987.

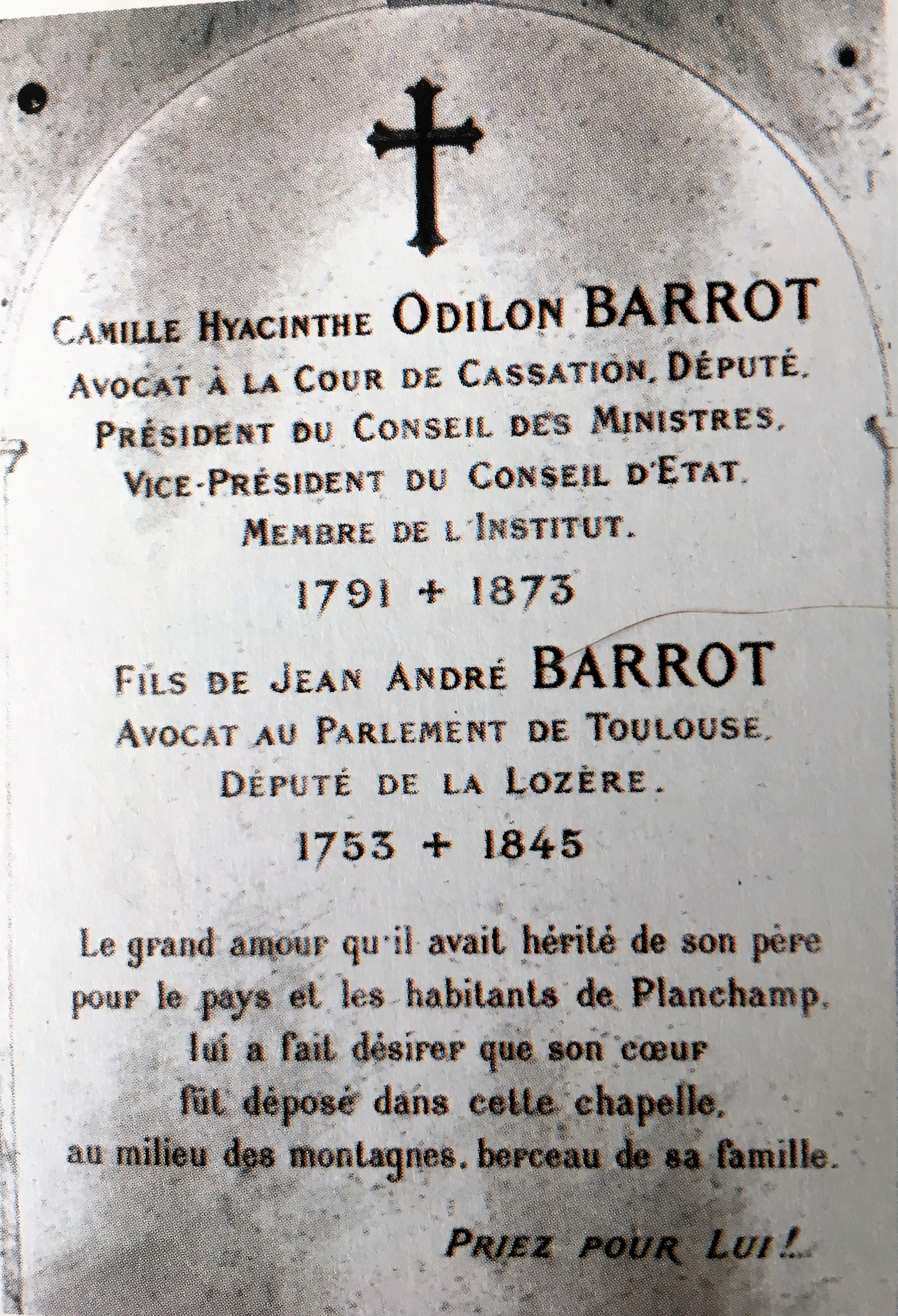

Odilon Barrot, très attaché à la commune et aux habitants de Planchamp, y a fait déposé son cœur.